# Come hai sempre fatto
Come hai sempre fatto è un singolo del gruppo musicale italiano Modà, pubblicato il 6 giugno 2025 come come quarto estratto dal nono album in studio 8 canzoni.

## Descrizione
Il brano è scritto dallo stesso Kekko Silvestre, che ha anche curato la produzione con Enrico Palmosi, in arte Kikko, e già incluso come seconda traccia dell'album 8 canzoni, uscito il 14 febbraio 2025.

## Tracce
Testi e musiche di Francesco Silvestre.
1. Come hai sempre fatto – 3:57